# آرفيند بارمار
آرفيند بارمار (بالإنجليزية: Arvind Parmar)‏ مواليد 22 مارس 1978 في إنجلترا، هو لاعب كرة مضرب بريطاني سابق بدأ مسيرته كمحترف سنة 1997 وكان يلعب باليد اليمنى، اعتزل اللعب في ديسمبر 2006. أعلى تصنيف له في الفردي كان المركز الـ 137 في سنة 2000.

## روابط خارجية
- آرفيند بارمار على موقع رابطة محترفي التنس (الإنجليزية)
- آرفيند بارمار على موقع الاتحاد الدولي لكرة المضرب (الإنجليزية)
- آرفيند بارمار على موقع كأس ديفيز (الإنجليزية)
- آرفيند بارمار على موقع خلاصة التنس.كوم (الإنجليزية)